# Druha Rika
Druha Rika (ukr. Друга Ріка) – ukraiński zespół muzyczny założony w 1996 w Żytomierzu. Gra muzykę w stylu pop-rockowym z elementami nowej fali, post-punka, brit-popu i indie rocka.
Zespół kilkukrotnie wystąpił na festiwalu muzycznym „Tawrijśki ihry”. Reprezentował Ukrainę na międzynarodowych festiwalach w Gdańsku (2004) i „Słowiańskim Bazarze” (2005).

## Dyskografia

### Albumy studyjne
- Ja je (2000, reedycja w 2005)
- Dwa (2003)
- Rekordy (2005)
- Moda (2008)
- Metanoia. Part 1 (2012)
- Supernation (2014)
- Piramida (2017)

### Albumy kompilacyjne
- Dennicz (2006)
- The Best (2009)